# Rádio Verdes Mares Norte
Rádio Verdes Mares Norte é uma emissora de rádio brasileira sediada em Sobral, município do estado do Ceará. Opera no dial FM, na frequência 103,7 MHz, e é uma filial da Rádio Verdes Mares de Fortaleza, pertencente ao Sistema Verdes Mares. É originada da migração da frequência AM 910 kHz, que operou entre 1992 e 2014 como Rádio Caiçara e ficou no ar até 2016.

## História
A frequência AM 910 kHz foi inaugurada em 26 de junho de 1987 como Rádio Assunção, sendo ligada à Rádio Assunção Cearense de Fortaleza de propriedade do radialista Moésio Loiola e seu irmão José Maria de Melo. Vendida em 1992, passou a se chamar Rádio Caiçara. Desde sua inauguração, a rádio tinha programação voltada para o regional, com atrações musicais com este foco, além de programas de debates jornalísticos e cobertura esportiva. Em julho de 2004, foi confirmada que a emissora havia sido vendida para o empresário Oman Carneiro, na época assessor de Ciro Gomes, então Ministro da Integração. Na época, a compra da emissora pelo assessor especial de Ciro foi questionada por parlamentares da Câmara.
A partir de 2013, Oman Carneiro confirmou que estava vendendo a Rádio Caiçara e estava em negociações com o Centro Universitário INTA para sua compra, que acabou não avançando. Em seus últimos anos no ar, a rádio tinha direção de Silvestre Stallone e recebeu investimentos significativos em sua programação, com ampliação em seus programas jornalísticos.
Em 14 de agosto de 2014, após meses de negociação, a Rádio Caiçara foi vendida para o Sistema Verdes Mares, que passaria a retransmitir a programação da Rádio Verdes Mares três dias depois. Durante este período, a programação da Caiçara promoveu uma despedida dos radialistas aos ouvintes, que até então não haviam sido contratados pelo novo proprietário e estavam sem futuro definido. A Rádio Verdes Mares entrou no ar às 0h de 17 de agosto.
Em 6 de maio de 2016, a Rádio Verdes Mares assina termo aditivo para migração do dial AM para o FM, numa solenidade realizada com o Ministro das Comunicações André Figueiredo na sede do Sistema Verdes Mares, em Fortaleza. Na solenidade, a emissora recebe a frequência FM 103,7 MHz e tem seu novo nome oficializado como Rádio Verdes Mares Norte. A frequência FM foi ativada no fim do mês, sendo esta a terceira emissora do Ceará a realizar a migração para a faixa e a primeira da região de Sobral.